# Whately (Massachusetts)
Pour les articles homonymes, voir Whately.
Whately est une ville du comté de Franklin dans le Massachusetts, aux États-Unis.

## Personnalités liées à la commune
- Abbie Park Ferguson, fondatrice du Huguenot College.